# Lin Yanfen
Lin Yanfen (4 de janeiro de 1971) é uma ex-jogadora de badminton chinesa. medalhista olímpica, especialista em duplas.

## Carreira
Lin Yanfen representou seu país nos Jogos Olímpicos de Verão de 1992, conquistando a medalha de bronze, nas duplas em 1992 com Yao Fen.